# سیمون گارنر
سیمون گارنر (انگلیسی: Simon Garner؛ زادهٔ ۲۳ نوامبر ۱۹۵۹) بازیکن فوتبال اهل بریتانیا است.
از باشگاه‌هایی که در آن بازی کرده‌است می‌توان به باشگاه فوتبال وست برومویچ آلبیون، باشگاه فوتبال بلکبرن روورز، باشگاه فوتبال ووکینگ، باشگاه فوتبال تورکی یونایتد، باشگاه فوتبال بوستون یونایتد، و باشگاه فوتبال وایکام واندررز اشاره کرد.